# Un rayo de luz
Un rayo de luz es la primera película de la cantante y actriz Marisol, película musical de 1960 que la lanzó a la fama y que ganó el Premio Inter del Festival de Cine de Venecia. Fue estrenada el 9 de septiembre de 1960 en el Palacio de la Música de Madrid.

## Argumento
Elena, una cantante española, se ha casado con Carlos, un noble italiano primogénito del Conde d'Angelo. El matrimonio se ha celebrado a espaldas de la familia de Carlos, que son su padre y su hermano Pablo. Cuando deciden darle la noticia, el avión en el que Carlos viaja a Roma se estrella, pereciendo todos los pasajeros. Pablo descubre la historia al ir en busca del cadáver y se pone en contacto con la viuda. Esta le anuncia que está embarazada, y que sólo le exigirá a la rica familia de su marido lo necesario para la educación de quien ha de venir.
Años más tarde, Marisol, la hija de Elena, vive en un colegio de monjas en Málaga. El Conde D'Angelo no acepta a Elena, pero desea conocer a Marisol, por lo que pide que se la traigan a Italia para pasar el verano. Allí la lleva su tío Pablo, y la niña le da felicidad al anciano, que vivía amargado por la muerte de su hijo, y anteriormente de su esposa. Tanto cariño le toma, que decide no dejarla regresar a Málaga. Elena, por su parte, tiene miedo de que Marisol se quede a vivir con ella, ya que durante años la ha hecho creer que era una cantante de gran fama mundial, por miedo a que se sintiera inferior a sus compañeras de colegio, cuando nunca le acompañó el éxito en su carrera, y teme que de tener a Marisol con ella, esta descubra su verdad.

## Temas musicales
- Santa Lucia (por Marisol)

- Llorando y mirando al cielo (por Marisol)
- Adiós al colegio (por Marisol)
- Canciones (por Marisol)
- Verdiales (por Marisol)
- Nana italiana (por Marisol)
- Corre, corre caballito (por Marisol)
- Paso firme (por Marisol)
- El currucucú (por Marisol)
- Dos estrellas (por Marisol)
- Rubita (por Dolores Pérez "Lily Berchman")
- El baile (intérprete desconocido)
- (Título desconocido - por Rafaela de Córdoba)

## Curiosidades
- La canción "Rubita", que en la película canta María Mahor como Elena (la madre de Marisol), como regalo de cumpleaños para su hija, en realidad fue interpretada por la célebre soprano Dolores Pérez, alias "Lily Berchman".
- La canción que canta Luisa (María del Valle), amiga artista de Elena, está interpretada en realidad por la folclórica Rafaela de Córdoba.
- Para ciertas voces adicionales infantiles, en la escena de "Corre, corre, caballito", Tony Isbert (hijo de María Isbert, la señorita Elisabeth en la película) declaraba al programa "Qué tiempo tan feliz" que, cuando se encontraban realizando el doblaje de la película en el estudio, tenían que gritar: "¡Eh, chicos, que está ahí Marisol!" junto a sus hermanos Andrés y José (que es lo que se oye cuando comienza la escena). Con el dinero que ganaron, los niños que participaron en el doblaje fueron a comprar cacahuetes a la salida del estudio.[1]